# Grüeni Banane
Grüeni Banane (deutsch Grüne Banane) ist Peter Rebers zweites Soloalbum und das erste, das nach der Auflösung von Peter, Sue & Marc entstand. Das Album erschien 1985 als CD und LP. Es stieg auf Platz 8 in die Schweizer Album-Charts ein, stieg bis auf Position 4 und hielt sich insgesamt 40 Wochen in den Charts.

## Entstehung
Nachdem sich die Band Peter, Sue & Marc 1981 aufgelöst hatte, erwarb Reber ein Segelschiff (Cindy). Damit reiste er zusammen mit seiner Frau von Holland aus zuerst über die Biscaya südwärts bis zu den Kanarischen Inseln und anschliessend über den Atlantik in die Karibik. Die Lieder entstanden während der Reise und viele berichten bildhaft über die Erlebnisse und Erfahrungen unterwegs. Reber hatte sich eigens für seine Arbeit als Komponist und Musiker ein Piano in sein Schiff eingebaut. Daneben spielt er auch Gitarre.
Alle Titel auf der Platte hat Reber selbst komponiert, getextet und interpretiert. Die Platte wurde veröffentlicht, während er sich in der Karibik und in Venezuela aufhielt. Über den Erfolg erfuhr er erst spät am Telefon.

## Titel

### Grüeni Banane 03:56
In diesem Stück geht es um eine verlorene Liebe, und was er (der Sänger) alles tun würde, um sie dazu zu bringen, zurückzukehren. Unter anderem würde er freiwillig (unreife) grüne Bananen fressen und Barfuss durchs Feuer gehen.

### Stürmischi Zyte 04:50
Reber singt hier von Stürmischen Zeiten, die jeder manchmal durchleben muss. Erst im Nachhinein wird einem manchmal klar, was einem das gelehrt hat. Reale Stürme sind nur ein Bild für diese Situationen.

### D'Chinder vom Kolumbus 02:47
Dies ist eine Hymne an alle Seefahrer und ihre (heutigen) Nachkommen, zu denen sich Reber offenbar selbst zählt.

“Wenn ds Fernweh se packt

De trybts se quer überen Ozean

Ja es sy d’Chinder vom Kolumbus

Es sy d'Söhn vom Magellan

U si choufe ihri Freiheit

Mit em Wäg über de Ozean.”

„Wenn das Fernweh uns packt, 

dann schickt es uns über den Ozean

Wir sind die Kinder des Kolumbus,

Wir sind die Söhne Magellans

und wir erkaufen unsre Freiheit 

mit dem Weg über den Ozean“

Im Text geht es um durchstandene Stürme – diesmal echte – und um Fernweh. Das Lied wurde mehrfach gecovert, unter anderem von Daniel Kandlbauer und Rebers Tochter Nina. 2013 nahm Reber zusammen mit der deutschen Überraschungs-Erfolgsband Santiano selbst eine schriftdeutsche Fassung des Stücks auf und ging damit auf Tournee. Es findet sich auf der Schweizer Sonderedition des Albums Mit den Gezeiten sowie auch auf der Neuauflage der deutschen Ausgabe.

### Üse Bäri 02:31
Dieses Lied handelt von Bäri, einem Mischlingshund.

### Transatlantik Blues 04:32
Dieses Stück beschreibt die Erlebnisse, die Einsamkeit und die Entbehrungen während einer Atlantiküberquerung mit einem Segelschiff, wie sie Reber selbst erlebt hat.

### E chli ewig 03:50
Reber besingt seine Ewige Stadt, aber eben nicht Rom oder Venedig, sondern seine Heimatstadt Bern. Der Name der Stadt kommt im Text allerdings nicht vor.

### E Vogel ohni Flügel 03:23
Dies ist eine Hommage an Rebers Frau Livia. Ohne dich wäre ich ein Vogel ohne Flügel, singt er. Dieses Stück wurde auch als Single veröffentlicht. Auf der B-Seite fand sich D'Chinder vom Kolumbus.

### Reisefieber 04:46
Dieses Stück berichtet über das Fernweh, das manch einen ereilt, wenn er eine Postkarte aus der Ferne erhält.

### Beni 03:57
Ein eher melancholisches Stück über das Leben eines Obdachlosen und den Absturz in die Kriminalität.

### Di alte Sägler 04:13
Einst waren grosse Segelschiffe der Stolz ihrer Besatzung. Jahr für Jahr fuhren sie hinaus und vertrauten darauf, dass ihr Schiff sie sicher zum Ziel und wieder nach Hause bringen würde. Doch die Zeit der Segelschiffe ist vorbei, also werden die Schiffe abgetakelt, geraten in Vergessenheit und vergammeln. Doch jetzt gibt es wieder Hoffnung: Leute, die sich für den Erhalt dieser historischen Gefährte einsetzen, und viel dafür tun, dass sie wieder instand gesetzt werden und fahren können.
Auch dieses Stück findet sich auf der Mit-den-Gezeiten-CD von Santiano in einer neuen, schriftdeutschen Fassung: „Die alten Segler leben noch, gestorben sind sie nie. Sie träumen altes Seemannsgarn und nun erwachen sie.“

### Delfin 02:20
Delfine begleiten recht oft Segelschiffe während einer gewissen Zeit. Der Song erzählt vom Erlebnis, sie um den Bug und das Schiff spielen zu sehen.

### Tante Trudi 03:45
Eine schnelle Melodie mit einem Text im Stil eines frühen Rap, über eine Tante, die so gar nicht in ein klassisches Schema passt und statt strickt und Heimarbeit macht lieber an ihrem schweren Motorrad herumschraubt und damit auf Touren geht. Dummerweise lässt sich dann plötzlich der Motor nicht mehr ausschalten, so dass sie solange ums Quartier rasen muss, bis der Tank leer ist.